# Namunaria chinensis
Namunaria chinensis es una especie de coleóptero de la familia Zopheridae.

## Distribución geográfica
Habita en Yunnan (China).